# Bulbophyllum scitulum
Bulbophyllum scitulum là một loài phong lan thuộc chi Bulbophyllum.